# Naturschutzgebiet Nieklitzer Moor
Koordinaten: 53° 29′ 53,3″ N, 10° 52′ 51,3″ O
Das  Naturschutzgebiet Nieklitzer Moor ist ein 53 Hektar  umfassendes Naturschutzgebiet in Mecklenburg-Vorpommern. Es befindet  sich südwestlich von Zarrentin, nördlich von Gallin und wurde am 21. März 1977 ausgewiesen. Der Schutzzweck besteht in Schutz und Entwicklung eines weitgehend ausgetorften, nährstoffarmen Moores. Der  Gebietszustand wird als unbefriedigend eingeschätzt. Tiefgreifende Entwässerungsmaßnahmen wirken sich nachteilig aus und führten zum fast völligen Verschwinden torfbildender Vegetation. Eine Einsichtnahme in die  Schutzgebietsflächen ist nicht möglich.